# Chris Ryan
"Sergent Chris Ryan" MM (nascut el 1961, Rowlands Gill, Tyne and Wear) és el pseudònim d'un antic membre d'un grup de les Forces Especials britàniques que ara es dedica a escriure. Ryan va arribar al gran públic en saber-se que va ser l'únic dels vuit membres de l'equip Bravo Two Zero que aconseguí escapar-se després d'una missió fallida durant la Primera Guerra del Golf, 1991.
Més tard ha escrit un gran nombre de llibres, incloent-hi The One That Got Away i One Good Turn, aquest darrer encarregat per la "Quick Reads Initiative" amb el propòsit d'incentivar la lectura en adults. The One that Got Away ha sofert moltes crítiques pel soldat de cavalleria Mike Coburn i el sergent Andy McNab, dos dels supervivents de la patrulla, sobretot per la mala imatge que dona el llibre del Sergent Vince Phillips, que va morir d'hipotèrmia en la fuga de la patrulla.

## Orígens
En Ryan nasqué a Rowlands Gill, Tyne and Wear, al nord-est d'Anglaterra el 1961. Es va allistar a l'exèrcit de terra a l'acadèmia militar quan tan sols era un adolescent de 16 anys. El seu cosí, en Billy, es trobava enquadrat al 23 de reservistes SAS i el convidà a anr a veure-hi què era realment estar dins l'exèrcit. En Ryan va acabar fent això gairebé cada cap de setmana però com era massa jove no podia continuar el procés de selecció i intentar passar la test week. Quan tingué l'edat requerida, superà les proves de selecció per entrar al 23è del SAS. Poc temps més tard, va començar les proves per unir-se al 22è Regiment regular, on s'integra a l'esquadró B i hi rebé formació com a metge de campanya. En necessitar un regiment d'inici (els SAS són per missions però tots han de tenir un regiment d'afiliació), en Ryan i un altre soldat de la Royal Navy van realitzar una estada de vuit setmanes amb el Regiment Paracaigudista per després tornar a l'esquadró B. A partir d'aleshores, durant set anys va dur a terme missions tant encobertes com oficials en diferents indrets del món.
Va viatjar al sud-est asiàtic, entrenant les tropes dels Khmer roigs que atacaven els vietnamites que els havien expulsat de Cambodja. El periodista John Pilger va escriure que era increïble com el govern Thatcher havia continuat donant suport a l'extint règim de Pol Pot en el si de les Nacions Unides, arribant a l'extrem d'enviar els SAS per entrenar en camps d'entrenament de Tailàndia i Malàisia els soldats que havien escapat. El març de 2011, en Chris Ryan, en una entrevista als mitjans de comunicació es lamentà dient que quan es va descobrir que entrenaven els Khmers roigs, foren enviats de volta a casa i se'ls van retirar les 10.000 lliures donades en conceptes d'alimentació i hotels.

## Operació Bravo Two Zero
En Ryan era un dels membres de la malaurada patrulla Bravo Two Zero a l'Iraq, durant la Primera Guerra del Golf. S'havia encomanat a la patrulla una missió de recopilació d'informació sobre objectius enemics, trobar una bona posició des de la qual poguessin dur a terme noves operacions (LUP)i instal·lar un PO en la principal ruta de subministrament entre Bagdad i el nord-oest i, en cas que fos possible, inutilitzar i destruir plataformes de míssils. Malauradament, la patrulla va ser desplegada enmig de l'enemic i un nen els va descobrir; per això decidiren fugir i intentaren arribar a la frontera siriana.
En Ryan va fer història amb la fugida de més llarga distància realitzada per cap membre del SAS, superant en 100 milles la que va protagonitzar en Jack Sillito al desert del Sàhara el 1942. En Ryan completà un recorregut de 300 milles des del punt d'observació a la ruta principal de subministraments iraquiana (entre Bagdad i el nord-est d'Iraq) fins a la frontera siriana.
Durant la seva fugida, en Ryan es va infectar per beure aigua contaminada amb residus nuclears. A més de sofrir atròfia muscular perdé més de 16 kg, pel que posteriorment no es va reincorporar al servei actiu en primera línia del front. Des d'aleshores es va dedicar a instruir i seleccionar els nous reclutes, fins al 1994, quan va abandonar el cos.

## Zaire
També formà part d'un petit grup del SAS que va ser enviat per protegir l'ambaixada britànica a Zaire. Allà, els SAS s'encarregaren d'evacuar tot el personal diplomàtic durant els problemàtics anys de la Primera Guerra del Congo. Concebuda perquè durés tan sols tres dies, va finalitzar al cap d'un mes.

## Vida posterior al SAS
Des que va marxar del SAS el 1994 ha escrit un nombre considerable de llibres. Obres com The One That Got Away, el relat de les seves aventures en la missió Bravo Two Zero, i bestsellers de ficció com Strike Back (2007) i Firefight (September 2008). També ha escrit llibres de ficció per adolescents com les Series força Alpha, i el Code Red. En Chris alterna escriure l'escriptura amb la seva feina d'assessor en temes de seguretat, així com -ocasionalment- la presentació de documentals (Hunting Chris Ryan).
El 2005 va presentar a la cadena de televisió Sky One l'espectacle "Com no morir", que explicava com sobreviure en situacions altament perilloses com robatoris amb violència, atracaments, etc. Va col·laborar com assessor militar per tal de fer l'experiència més realista en el joc d'ordinador I.G.I.-2: Covert Strike. Va interpretar el paper de Johnny Bell, el líder de les tropes blaves, a la Sèrie 1. Va entrenar i dirigir un grup de sis persones per representar la Gran Bretanya en la carrera extrema de Pamplona (una carrera d'obstacles de màxima dificultat, en la qual l'última prova és córrer perseguit per braus) i participà en Hunting Chris Ryan que va ser emesa pel Canal Militar. En Ryan ha produït diversos capítols de Terror Alert: Could You Survive; en cada un explica com sobreviure a desastres com inundacions, atacs nuclears terroristes, apagades massives...
Dona conferències sobre motivació empresarial i actua com a agent de seguretat als EUA. El 2009 va protagonitzar "Elite World Cops" basada en Bravo. Al documental, visitava agències estatals de diferents països perquè li expliquessin com era la guerra contra el terrorisme i les operacions contra el tràfic de droga.
Actualment té un nou programa en pantalla anomenat Armed and Dangerous.
Ha escrit una novel·la romàntica (The Fisherman's Daghter) sota el pseudònim de Molly Jackson.

## Llibres
En Chris ha escrit els següents llibres:

### Llibres de no ficció
- The One That Got Away (1995)
- Chris Ryan's SAS Fitness Book
- Chris Ryan's Ultimate Survival Guide
- Chris Ryan fight to win (2009)

### Ficció
- Personatge Geordie Sharp
  - Stand By, Stand By (1996)
  - Zero Option (1997)
  - The Kremlin Device (1998)
  - Tenth Man Down (1999)
- Personatge Matt Browning
  - Greed (2003)
  - The Increment (2004)
- Altres
  - The Hit List (2000)
  - The Watchman (2001)
  - Land Of Fire (2002)
  - Blackout (2005)
  - Ultimate Weapon (2006)
  - Strike Back (2007)
  - Firefight (2008)
  - Who Dares Wins (2009)
  - The Kill Zone' (2010)
  - Agent 21 (2011)
  - Medal of Honor (2011)
- Sèrie Code Red
  - Flash Flood (2006)
  - Wildfire (2007)
  - Outbreak (2007)
  - Vortex (2008)
  - Twister (2008)
  - Battleground (2009)
- Sèrie Alpha Force
  - Alpha Force 1: Survival (2002)
  - Alpha Force 2: Rat-catcher (2002)
  - Alpha Force 3: Desert Pursuit (2003)
  - Alpha Force 4: Hostage (2003)
  - Alpha Force 5: Red Centre (2004)
  - Alpha Force 6: Hunted (2004)
  - Alpha Force 7: Blood Money (2005)
  - Alpha Force 8: Fault Line (2005)
  - Alpha Force 9: Black Gold (2005)
  - Alpha Force 10: Untouchable (2005)
- Sèrie Quick Reads
  - One Good Turn (2008)